# Bernard Guenée
Bernard Guenée, né le 6 février 1927 à Rennes et mort le 25 septembre 2010 à Paris 14e, est un enseignant-chercheur et historien français.
Professeur émérite, titulaire de 1965 à 1995 d'une chaire d'histoire médiévale de La Sorbonne puis de l'Université Panthéon-Sorbonne, membre de l'Académie des Inscriptions et Belles-Lettres de 1981 à 2010, directeur d'études de l'École pratique des hautes études à partir de 1980, il est spécialiste de l'histoire politique et sociale du Moyen Âge.

## Biographie

### Carrière universitaire
Ancien élève de l'École normale supérieure (1946), il est agrégé d'histoire (1950). En 1949, il obtient son diplôme d'études supérieures à la faculté de lettres de l'université de Paris, où il soutient une thèse sur Le temporel du chapitre cathédral de Beauvais à l'époque de la guerre de Cent Ans (1333-1444), travail qui décroche la mention « très honorable ». Il commence sa carrière comme professeur au lycée de Colmar (1951-1952) puis au lycée Marceau de Chartres (1955-1956). Entre-temps, il a été pensionnaire de la Fondation Thiers. 
Dès 1956, il entre comme assistant à la Sorbonne, puis il devient maître de conférences à l'université de Strasbourg en 1963. Le 16 mars 1963, Bernard Guenée défend à la Sorbonne sa thèse de doctorat ès lettres intitulée Tribunaux et gens de justice dans le bailliage de Senlis à la fin du Moyen Âge (vers 1380-vers 1550) ; sa thèse complémentaire est un Catalogue des gens de justice de Senlis et de leur famille (1380-1550). Le jury se constitue d'Édouard Perroy, Roland Mousnier, Yves Renouard, Robert Boutruche et Michel Mollat du Jourdin, et Bernard Guenée est nommé docteur ès lettres avec la mention « très honorable ». Il décroche un poste de professeur d'histoire médiévale à la Sorbonne à partir de 1965. Sa thèse est publiée en 1966. Au cours des années 1970, il est professeur invité dans de prestigieuses universités : Yale (1972-1973), Oxford (1974) et Princeton (1976). À partir de 1980, il est également directeur d'études à l'École pratique des hautes études (IVe section). Bernard Guenée est élu en 1981 membre de l'Institut (Académie des inscriptions et belles-lettres). Il était également membre de la Royal Historical Society (Londres), du Comité des travaux historiques et scientifiques et de la Mediaeval Academy of America (Massachusetts).
Il meurt le 25 septembre 2010 à Paris,.
Il est l'époux de Simonne Guenée, née Lucas (1929-2024), archiviste paléographe (promotion 1956).

## Travaux
Les travaux de Bernard Guenée portent principalement sur l'histoire des institutions médiévales, et l'histoire politique et culturelle du bas Moyen Âge (XIVe – XVIe siècles). Il est également spécialiste du règne de Charles VI (1380-1422) et de l'historiographie médiévale. Il s'est signalé par « sa quête inventive de nouveaux objets d'histoire », qu'il s'agisse des Entrées royales (1968) ou de l'assassinat du duc d'Orléans en 1407, « dont il propose une relecture magistrale ».

## Distinctions

### Prix
- Prix Gobert de l’Académie des Inscriptions et Belles-Lettres (1964)[6].
- Grand prix national d'histoire (1995)[6].

### Décorations
- Officier de la Légion d'honneur[7].
- Commandeur de l'ordre national du Mérite[7].
- Commandeur de l'ordre des Palmes académiques[7].
- Chevalier de l'ordre des Arts et des Lettres[7].

## Publications
- Bernard Guenée, Tribunaux et gens de justice dans le bailliage de Senlis à la fin du Moyen Âge  (vers 1380-vers 1550), Paris, Les Belles lettres, coll. « Publications de la Faculté des lettres de l'Université de Strasbourg » (no 144), 1963, XIV-589 p. (présentation en ligne), [présentation en ligne], [présentation en ligne], [présentation en ligne], [présentation en ligne].
- Bernard Guenée et Françoise Lehoux, Les entrées royales françaises de 1328 à 1515 (1re éd. 1968), Éditions du CNRS, coll. « Sources d'histoire médiévale », (19 novembre 1993),  (ISBN 978-2222010654).
- Bernard Guenée, L'Occident aux XIVe et XVe siècles : les États, Paris, Presses universitaires de France, coll. « Nouvelle Clio », 1998 (1re éd. 1963-1971) (ISBN 978-2-13-049353-2, présentation en ligne), [présentation en ligne].
- Bernard Guenée, Histoire et culture historique dans l'Occident médiéval, Paris, Aubier-Flammarion, 11 mai 2011 (1re éd. 1980), 475 p. (ISBN 978-2-7007-0416-7, présentation en ligne), [présentation en ligne], [présentation en ligne], [présentation en ligne].
- Bernard Guenée, Entre l'Église et l'État : quatre vies de prélats français à la fin du Moyen Âge, XIIIe-XVe siècle, Paris, Gallimard, coll. « Bibliothèque des histoires », 1987, 508 p. (ISBN 2-07-070880-2, présentation en ligne), [présentation en ligne], [présentation en ligne].
- Bernard Guenée, Un meurtre, une société : l'assassinat du duc d'Orléans, 23 novembre 1407, Paris, Gallimard, coll. « Bibliothèque des histoires », 1992, 350 p. (ISBN 2-07-072577-4, présentation en ligne).
- Bernard Guenée, Un roi et son historien : vingt études sur le règne de Charles VI et la Chronique du religieux de Saint-Denis, Paris, Institut de France / diffusion de Boccard, coll. « Mémoires de l'Académie des inscriptions et belles-lettres. Nouvelle série » (no 18), 1999, 538 p. (ISBN 2-87754-102-9, présentation en ligne), [présentation en ligne].
- Bernard Guenée, L'opinion publique à la fin du Moyen Âge : d'après la « Chronique de Charles VI » du religieux de Saint-Denis, Paris, Perrin, coll. « Pour l'histoire », 2002, 270 p. (ISBN 2-262-01845-6, présentation en ligne), [présentation en ligne], [présentation en ligne], [présentation en ligne].
- Bernard Guenée, La folie de Charles VI : roi Bien-Aimé, Paris, Perrin, coll. « Pour l'histoire », 2004, 317 p. (ISBN 2-262-01994-0).
- Bernard Guenée, Du Guesclin et Froissart : la fabrication de la renommée, Paris, Tallandier, 2008, 237 p. (ISBN 978-2-84734-296-3, présentation en ligne).
- Bernard Guenée, Comment on écrit l'histoire au XIIIe siècle : Primat et le Roman des Roys, éd. posthume Jean-Marie Moeglin, Paris, CNRS éditions, 2016, 296 p.  (ISBN 978-2-271-08805-5)
- Bernard Guenée, article « Histoire », in J. Le Goff et J-Cl. Schmitt (dir), Dictionnaire raisonné de l'Occident médiéval, Paris, Fayard, 1999, p. 483-496.